# Lucio Urtubia
Lucio Urtubia Jiménez (Cascante, 18 de fevereiro de 1931 – Paris, 18 de julho de 2020) foi um pedreiro e anarquista espanhol. Considerado o último dos "bandidos bons", tem sido definido como um "Robin Hood", como um Quixote; embora, nas palavras de Albert Boadella "Lucio é um Quixote que não lutou contra os moinhos de vento, mas contra verdadeiros gigantes".

## Biografia
Lucio Urtubia nasceu em Cascante, em uma família pobre de cinco irmãos, dentro da carlista Navarra. De seu pai, que entrara na prisão como carlista e saira comunista, que Lucio ouviu pela primeira vez a palavra que marcaria sua vida: "Se pudesse começar de novo, seria anarquista".
Recrutado para o serviço militar, descobriu muito cedo a facilidade para contrabandear na fronteira hispano-francesa. Com outros companheiros do serviço, roubou um armazém da companhia a qual estava ligado. Ao ser descoberto, desertou e fugiu para a França em 1954, já que os delitos cometidos podiam acarretar em pena de morte.
Em Paris começou a trabalhar de pedreiro, ofício que irá acompanhá-lo durante toda a sua vida. Também começou a se relacionar com a Juventude Libertária Fédération Anarchiste, radicada em Paris, inicialmente para aprender o idioma, mas termina plenamente convencido pelas relações que ali manteve, que incluiam, entre outras, relações com André Breton e Albert Camus.
Pouco depois de mudar-se para Paris lhe foi pedido para ocultar um membro da maquis antifranquista em sua casa. O refugiado acabou por ser o mítico Quico Sabaté, com quem dividiu casa por vários anos até a morte deste.
Sabaté lhe facilitou endereços de famílias e de libertários exilados em Toulouse, Perpinhã, Paris assim como de membros da antiga CNT espanhola que seguiam ativos em Barcelona, Zaragoza, Madrid e Pamplona. Lucio, antes da prisão de Quico, começou a imitar suas incursões em território espanhol e, posteriormente, realizou uma série de assaltos e roubos na Europa, para angariar fundos a causa revolucionária, acompanhado de sua inseparável metralhadora Thompson, herdada de Sabaté. Mais tarde, abandonou estas atividades "por medo de prejudicar os funcionários dos bancos".
Anteriormente havia começado a sua atividade de falsário, fornecendo documentos falsos a uma grande quantidade de guerrilheiros e exilados. Na década de 1960, junto-se a colegas libertários para falsificar moedas, com as quais financiariam inúmeros grupos por todo o mundo, ao mesmo tempo que buscavam desestabilizar a economia capitalista. Na sequência destas actividades, durante a invasão do Baía dos Porcos, sugeriu a embaixadora de Cuba na França, Rosa Simeón, destruir com explosivos interesses estadounidenses(?) na França, ao que esta se negou. No entanto, ela ficou tentada com a proposta que lhe foi feita: a falsificação massiva de dólares americanos, dos quais Urtubia levava uma mostrade. Assim, a embaixadora mediou sua apresentação ao então Ministro de Indútria da Revolução Cubana, Ernesto Che Guevara, em 1962, a quem ele apresentou seu plano de falsificação, em grande escala, de dólares, plano que foi rechaçado. Lucio saiu desencantado da reunião, visto que Che comentara que os EUA continuariam sendo ricos apesar de tudo - o que via como um sinal de que o argentino começava a cansar-se do rumo que tomava a política na ilha.
Seu golpe de mestre foi ter falsificado cheques de viagem do banco Citibank, na segunda metade da década de 1970: fez fez 8.000 folhas de 25 cheques de 100 dólares cada - num total de vinte milhões de dólares -, o que quase quebrou o banco, que sofreu uma queda significativa no preço de suas ações. Esse dinheiro foi usado para financiar movimentos guerrilheiros na América Latina (Tupamaros, Montoneros, etc.) e Europa. Os jornalistas espanhóis lhe apelidaram de "o bandido bom" e "o zorro basco". Foi processado e culpado pelo delito de falsificação, pelo qual, apesar da natureza espetacular da falsificação, foi condenado a 6 meses de prisão, graças à assistência prestada por advogados progressistas franceses e a um acordo com o City Bank, que retirou boa parte das acusações em troca das placas de gravação.
Ao longo de sua vida participou em um grande número de atos contra o sistema capitalista, o que o levou a cinco ordens de busca internacional, incluindo uma da Agência Central de Inteligência; participou da preparação do sequestro do nazi Klaus Barbie, na Bolívia; colaborou na fuga do líder dos Panteras Negras; interveio no sequestro de Javier Rupérez e colaborou no caso de Albert Boadella; simpatizou com os Grupos Autônomos de Combate - Movimiento Ibérico de Liberacão - e com os posteriores Grupos de Açãon Revolucionária Internacionalista (GARI), mantendo uma relação com um dos membros de maior destaque desta, o francês Jean-Marc Rouillan.
Sempre defendeu o trabalho: "somos pedreiros, pintores, eletricistas, nós não precisamos do Estado para nada"; "se a greve e a marginalização criassem revolucionários, os governos já teriam acabado com a greve e a marginalização".
Morreu no dia 18 de julho de 2020 em Paris, aos 89 anos.

## Obra
- Lucio Urtubia, "La revolucion por el tejado. Autobiografia" (A Revolução através do telhado). Editorial Txalaparta, noviembre 2008. ISBN 84-8136-532-0.

## Cultura popular
Em 2007 estreou um documentário, titulado "Lucio", e foi dirigida por cineastas Basques José María Goenaga e Aitor Arregi.